# Peter Lampert
Peter Lampert, né le 23 septembre 1951 et mort le 4 juillet 2015, est un entrepreneur et homme politique liechtensteinois.
Il siège au parlement du Liechtenstein pour le Parti progressiste des citoyens de 2001 à 2013.